# 1971 en Lorraine
Chronologie de la Lorraine
- 1967
- 1968
- 1969
- 1970
- 1971
- 1972
- 1973
- 1974
- 1975

Cette page est une liste d'événements qui se sont produits durant l'année 1971 en Lorraine.

## Éléments contextuels
- À partir des années 1970, le charbon qui était abondant en Lorraine, est progressivement remplacé par le gaz, le pétrole puis l'énergie nucléaire.
- L'annonce de la suppression de 12350 emplois dans la sidérurgie fait l'effet d'une bombe [1].

## Événements

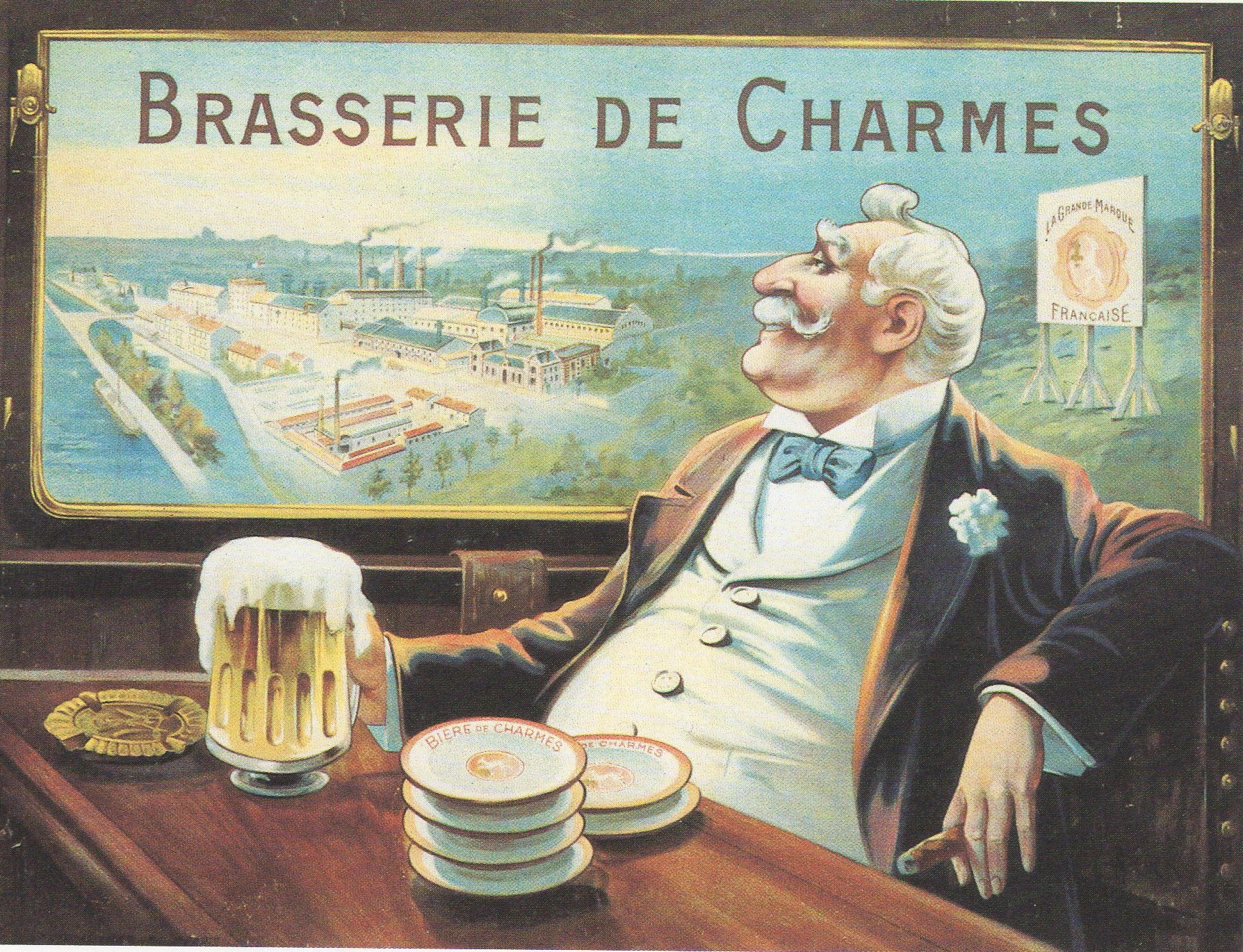
Affiche de la brasserie de Charmes par Marcellin Auzolle.

- Création de l’Institut européen d’écologie sous la présidence de Jean-Marie Pelt[2].
- Fermeture de la Brasserie de Charmes, fondée en 1846, brasseur de la Kanterbräu. Après la fermeture de la brasserie, la production de la Kanterbräu a été transférée à Champigneulles[3]. Depuis 2006, elle est produite par la brasserie Kronenbourg d'Obernai dans le Bas-Rhin[4].
- Fermetures, de la Mine de Sainte-Marie-aux-Chênes, de la Mine d' Ottange I et de celle d' Ottange III[5].
- Début de l'occupation de la Tour panoramique Les Aulnes à Maxéville[6].
- Fondation de l'association des  Amis du vieux Mirecourt-Regain à Frenelle-la-Grande[7].
- Création de l'  Association culture et bibliothèque pour tous à Épinal[8].
- Inhumation, à la Nécropole nationale du Pétant de corps de prisonniers de guerre de la Seconde Guerre mondiale rapatriés du camp disciplinaire de Rawa-Ruska en Ukraine[9].
- Création du Lac de Madine et de sa base de loisirs[1].
- Tournage à Metz et Sarreguemines du film L'Albatros de Jean-Pierre Mocky[10].
- Mise en service de la raffinerie de Hauconcourt[11]

- Mars 1971 : Jean-Marie Rausch est élu maire de Metz, il le restera jusqu'en 2008 date de l'élection de Dominique Gros[1].
- 21 juin ; inauguration des premiers silos du Nouveau port de Metz[11].
- 1er juillet : l'A31 est mise en service entre Metz et Freyming [1],[11].
- Août 1971 : Évelyne Lombard est élue reine de la mirabelle[12].
- 2 septembre : ouverture au public du centre commercial indépendant GERIC (pour Groupement pour L'Etude et la Réalisation d'Installations Commerciales) dans la zone industrielle et commerciale du Linkling, à Thionville en Moselle. Johnny Hallyday était invité à se produire pour cette inauguration[13].
- 29 septembre : la commission Saar-Lor-Lux est créée à Sarrebruck ainsi que l'Institur Régional Intercommunautaire [1].

## Naissances

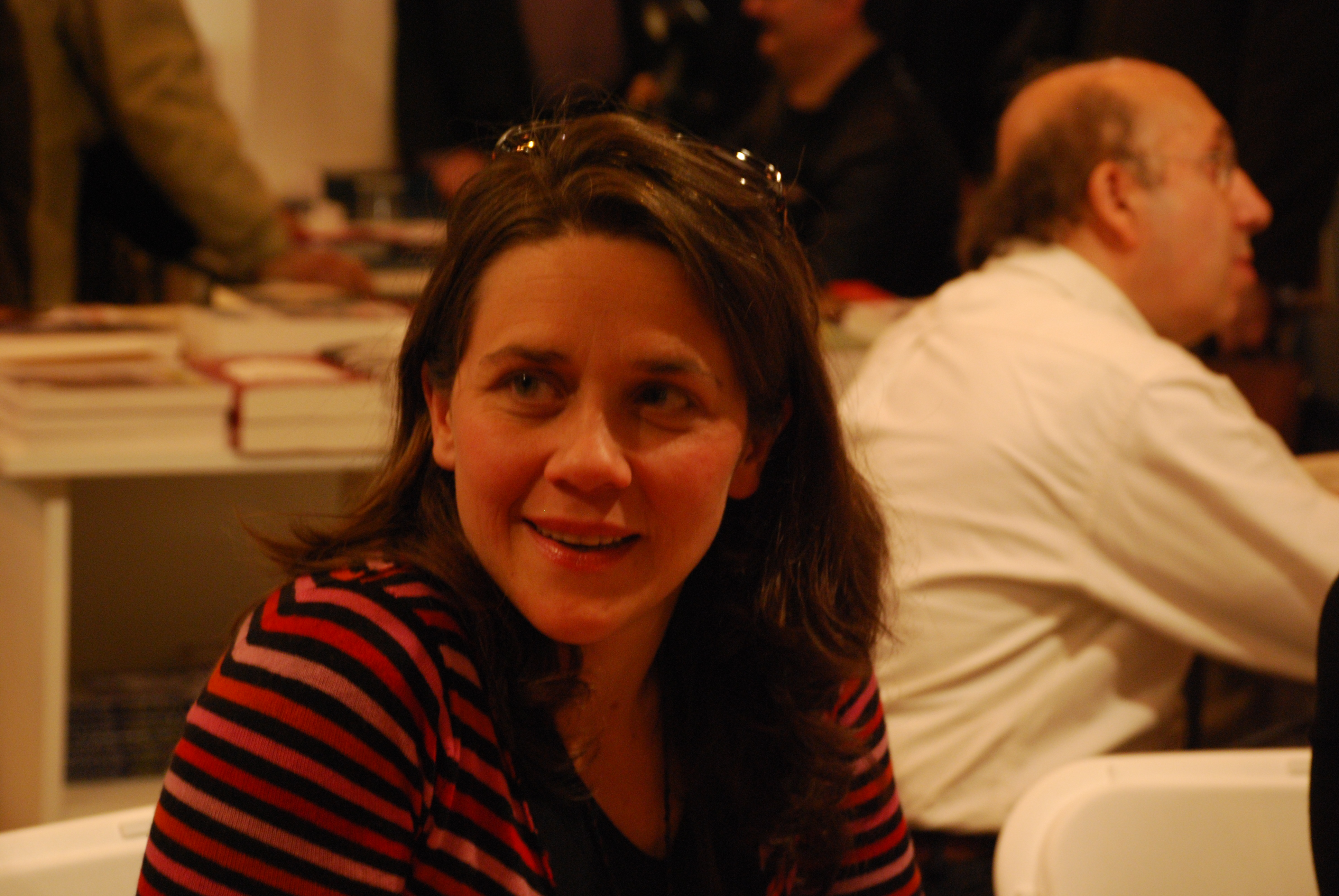
Laure Watrin au Salon du Livre 2009

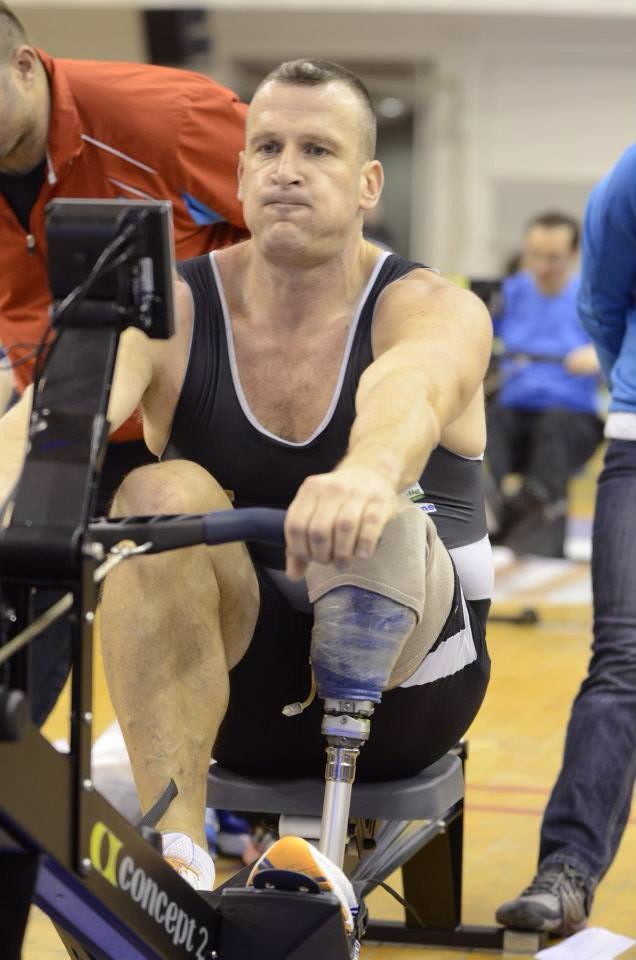
Franck Festor.

- Olivier Grégoire, ludothécaire et auteur de jeux de société franco-belge né en 1971 à Metz[14]. Il est également formateur et anime également une chronique ludique à la RTBF[15].
- 20 janvier à Metz : Catherine Marsal, coureuse cycliste française, devenue coach sportif. Elle domine le cyclisme sur route dans les années 1990 aux côtés de sa compatriote Jeannie Longo. Au cours de sa carrière elle remporte huit médailles aux championnats du monde, dont le titre mondial en 1990. En 1991, elle devient avec l'équipe de France championne du monde du contre-la-montre par équipes. En 1990, elle remporte également le Tour de la CEE, le Tour de l'Aude et le Tour d'Italie. Elle compte à son palmarès plusieurs championnats dans les catégories juniors et élites.
- 30 janvier à Boulay-Moselle : Isabelle Wendling, joueuse française de handball, évoluant au poste de pivot. Joueuse qui connaît une grande longévité, elle ne subit que peu de blessures, ce qui lui permet d'avoir une carrière ininterrompue avec l'équipe de France, participant à l'ensemble des phases finales auxquelles la France est qualifiée entre 1993, ses débuts sous le maillot bleu, et les Jeux olympiques 2008 à Pékin. Elle détient d'ailleurs le record de sélection avec 338 capes. Sous le maillot bleu, elle remporte quatre médailles internationales, deux médailles de bronze lors des Championnats d'Europe 2002 et 2006, l'argent du mondial 1999 et un titre mondial lors du championnat du monde 2003. Également fidèle à son club de Metz, elle remporte entre 1989 et 2010 quinze titres de championne de France (record), cinq coupes de France et six coupes de la ligue.
- 3 mars à Rambervillers : Laurent Genty, coureur cycliste français, professionnel de 1995 à 1999puis manager de l'USSA Pavilly Barentin.
- 10 avril à Nancy : Laure Watrin, journaliste et auteure française. Elle a créé la collection de livres Les Pintades.
- 20 avril :
  - à Lunéville : Alain Celzard, spécialiste français des matériaux poreux, internationalement reconnu pour ses travaux sur les matériaux biosourcés et les matériaux carbonés.
  - à Metz : Franck Festor, sportif handisport français.
- 27 avril à Pompey : Sébastien Bel, rameur d'aviron français.
- 5 juin à Épinal : Nicolas Holveck, dirigeant de football français. Il était le président exécutif du Stade rennais FC entre le 18 mars 2020 et le 24 mai 2022[16]. Il est actuellement le président de l'AS Nancy-Lorraine.
- 14 juillet  à Laxou : Emmanuel Lacresse, haut fonctionnaire et homme politique français.
- 17 juillet à Metz : Christophe Schmitt, enseignant-chercheur dans le domaine de l'Entrepreneuriat et du Management à l'IAE de Metz et au laboratoire CEREFIGE (Université de Lorraine). Ses travaux portent sur la création de valeur dans les organisations de petite taille. Ils l'ont amené à mobiliser le paradigme de la complexité pour comprendre la manière dont les entreprises créent de la valeur à partir du désordre.
- 16 août à Metz : Yan Karlens, auteur compositeur interprète français.
- 19 août à Essey-les-Nancy : Grégory Wimbée, footballeur français. Originaire de Dombasle-sur-Meurthe, il évolue au poste de gardien de but.
- 25 août à Longwy (Meurthe-et-Moselle) : David Vendetta, de son vrai nom David Paparusso, est un disc jockey français[17].
- 2 octobre à Metz : Cyril Serredszum, footballeur  puis entraîneur français. Il évolue au poste de milieu défensif de la fin des années 1980 au début des années 2000.
- 14 octobre à Verdun : Émilie Cariou, femme politique française [18].
- 29 octobre à Nancy : Valérie Masson-Delmotte[19], [20], est une paléoclimatologue française.
- 29 novembre à Longwy : Stéphane Galas, scénariste compositeur documentariste et écrivain français.

## Décès
- 3 mars à Nancy : Philippe du Puy de Clinchamps (né le 2 janvier 1913 à Nice), romancier, journaliste, historien, généalogiste et biographe français. Il est également connu sous les noms de plume de Franz-Rudolf Falk, Philippe de Clinchamps, Philippe Géry, P.P.C., Charondas[21].
- 12 mai à Vic-sur-Seille : Albert Woerther (1920-1971) fut, pendant la Seconde Guerre mondiale, un agent du service secret britannique Special Operations Executive.
- 29 juin à Nancy : Émile-Charles-Raymond Pirolley, né le 10 décembre 1898 à Besançon[22], évêque de Mende de 1951 à 1957, puis évêque de Nancy de 1957 à 1971.
- 25 octobre à Nancy : Jean Quenette, avocat et homme politique lorrain, né le 2 mai 1903 à Remiremont (Vosges).